# Mansur (Miniaturmaler)

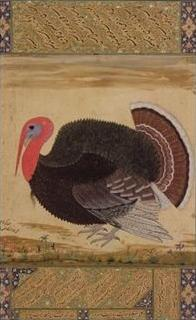
Truthahn (Miniatur von 1612)

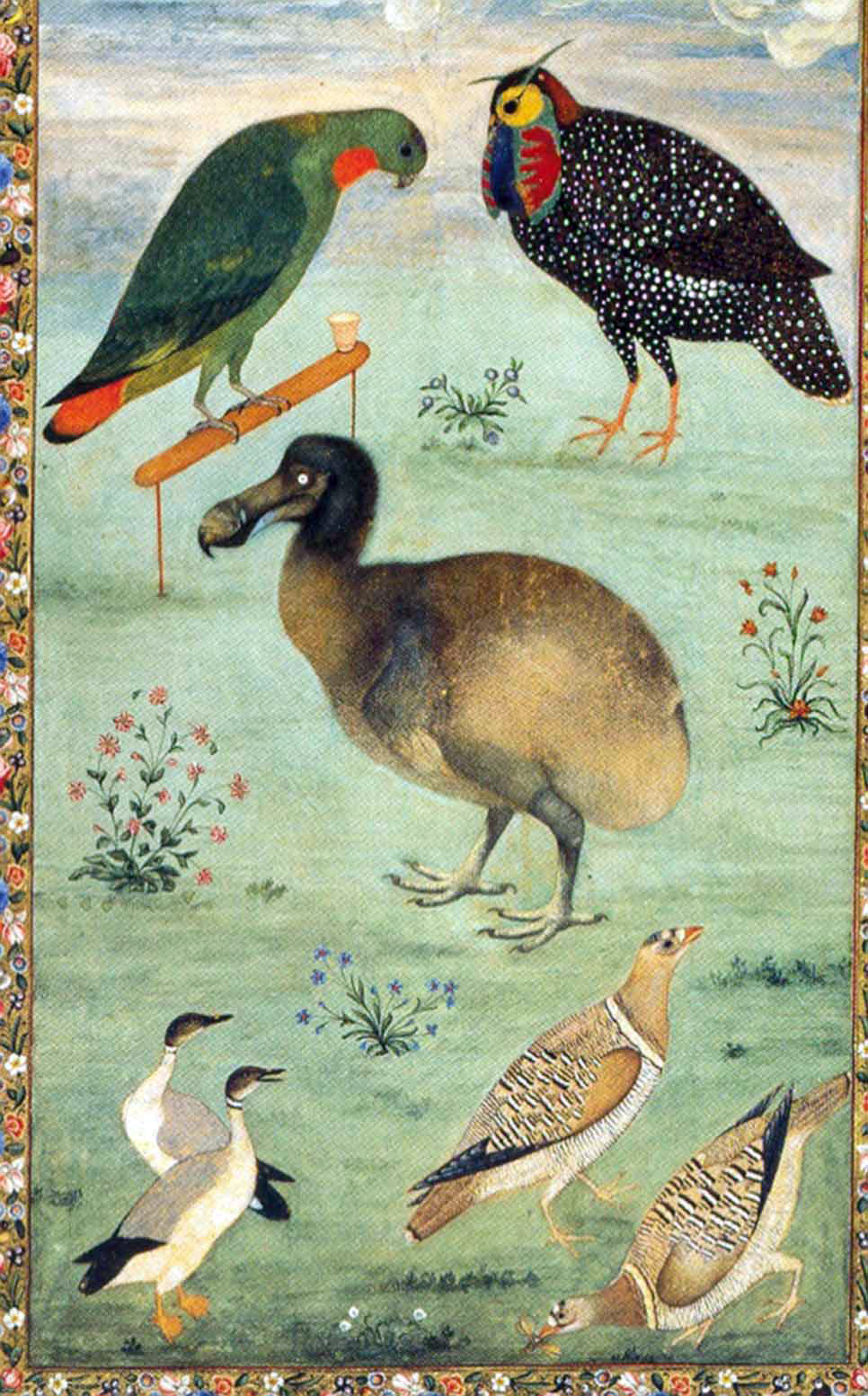
Dodo und andere Vögel

Mansur (* unbekannt; † nach 1621), genannt Ustad („Meister“) Mansur, war einer der berühmtesten Miniaturmaler des indischen Mogulreiches im 16. und 17. Jahrhundert. Er arbeitete zunächst für den Mogulkaiser Akbar I. (reg. 1556 bis 1605), später für dessen Nachfolger Jahangir.

## Wirken
Er war zunächst ein Schüler des Kānhā, der das Atelier Akbars leitete, für den er Zeichnungen kolorierte. Seine frühesten Werke werden auf 1590 bis 1600 datiert. Für Akbar führte er im ausgehenden 16. Jahrhundert unter anderem einige Illustrationen im Victoria-and-Albert-Akbar-nāma (Bildnummern 136 und 187), im Chester-Beatty Akbar-nāma (Bildnummern 8, 32, 33, 34) und in zwei verschiedenen Babur-nāma Handschriften aus. Mansur war aber nicht nur Illustrator, sondern auch Illuminator: Er hat zahlreiche Kopfstücke (pers. ʿunvān) und kunstvolle Randbordüren gestaltet.
Besondere Förderung und Wertschätzung erfuhr er durch Jahangir, der als ausgesprochener Kunstliebhaber galt und ihm den Titel Nadir ul-Azr (auch Nadiru-l-Asr, englisch Wonder of the age ‚Wunder des Zeitalters‘) verlieh. Mansur begleitete Jahangir auf vielen Reisen, auf denen er zahlreiche überaus lebendige und realistische Naturdarstellungen, besonders von Vögeln und Blumen, schuf. Diese brachten ihm großen Ruhm ein und besitzen teils hohen Wert für die Natur- und Kulturgeschichte. So ist Mansurs Abbildung eines Dodo eine der wenigen realistischen Darstellungen eines lebenden Exemplars dieses im 17. Jahrhundert ausgerotteten Vogels. Mansurs Darstellung eines Truthahns ist der früheste Beleg für die Haltung dieses aus Amerika eingeführten Vogels in Indien.

## Werke (Auswahl)
- Der Falke Jahangirs.[4]

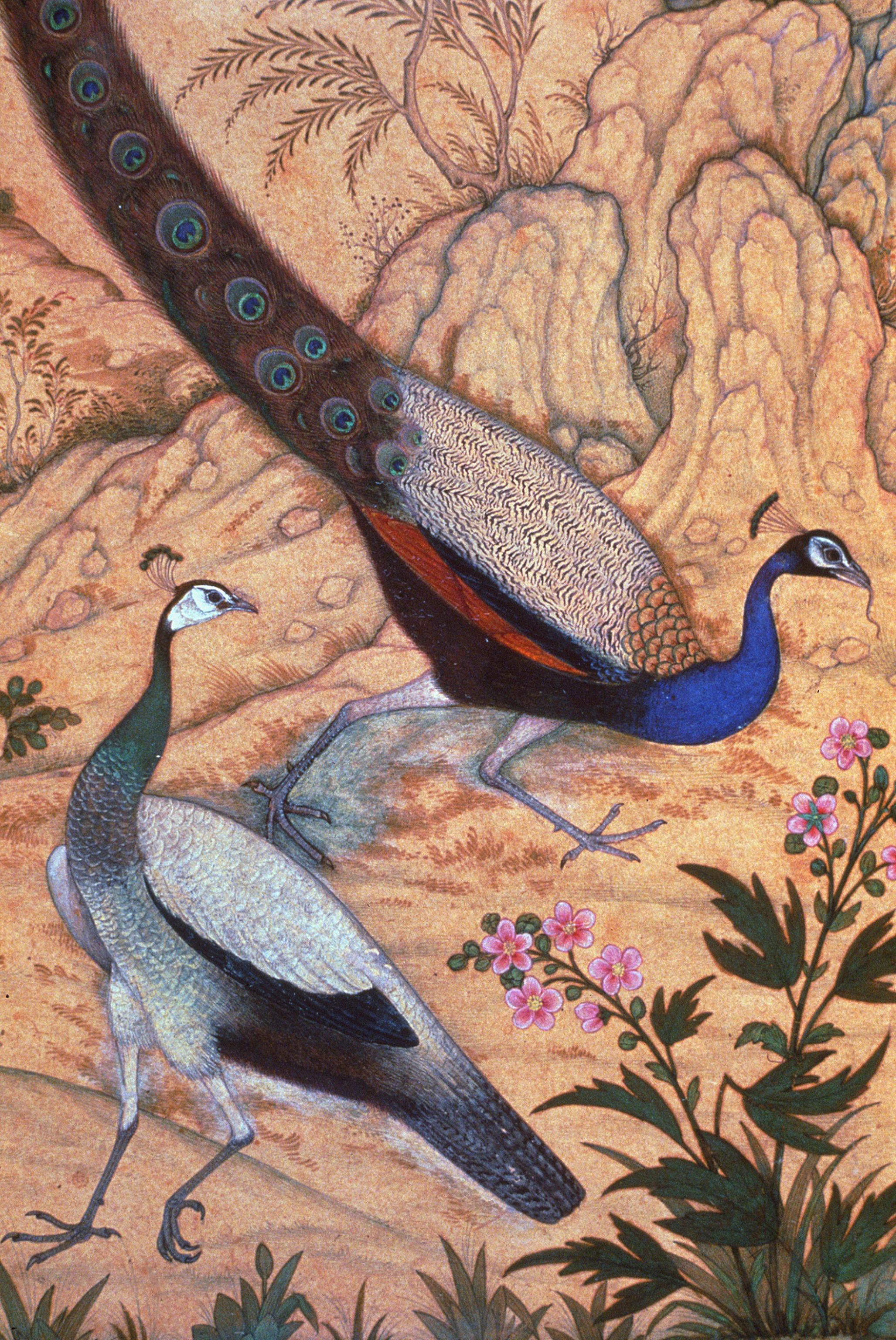
Pfauen

- Ein Zebra, Ustad Mansur zugeschrieben (ca. 1620).[3]
- Grünes Chamäleon auf einem Zweig und eine Henne mit Küken (1605–1627).[5]
- zwei Pfauen (1610).[6]